# Ni Zan
Ni Zan (Chinees: 倪瓚; 1301–1374) was een Chinees kunstschilder, kalligraaf en dichter in de Yuan-periode en vroege Ming-periode. Zijn omgangsnaam was Yuan Zhen (元鎮) en zijn artistieke namen Yun Lin Zi (雲林子), Huan Xia Sheng (幻霞生) en Jing Man Min (荊蠻民). Samen met Huang Gongwang, Wu Zhen en Wang Meng wordt hij gerekend tot een van de Vier Meesters van de Yuan-dynastie. Bekende werken van Ni zijn onder andere Zes edellieden en Rongxi-studio.

## Leven
Ni Zan werd in 1301 te Wuxi geboren, een gebied gelegen aan het meer Taihu. Als zoon van rijke ouders kreeg hij een dure confucianistische opleiding, iets wat in die tijd vooral voor hoge literati was weggelegd. Ni weigerde zijn talenten te gebruiken om de Mongoolse Yuan-dynastie te dienen. In plaats daarvan wijdde hij zijn leven aan de 'drie perfecties' in de Chinese kunst: schilderkunst, poëzie en kalligrafie. Al vroeg in zijn leven maakte Ni deel uit van een groep rijke kunstenaars die met vernieuwende landschapswerken een ommekeer in de traditionele kunstopvattingen teweeg wilden brengen. Hij verzamelde kunstwerken van oude meesters en bestudeerde diens stijlen.

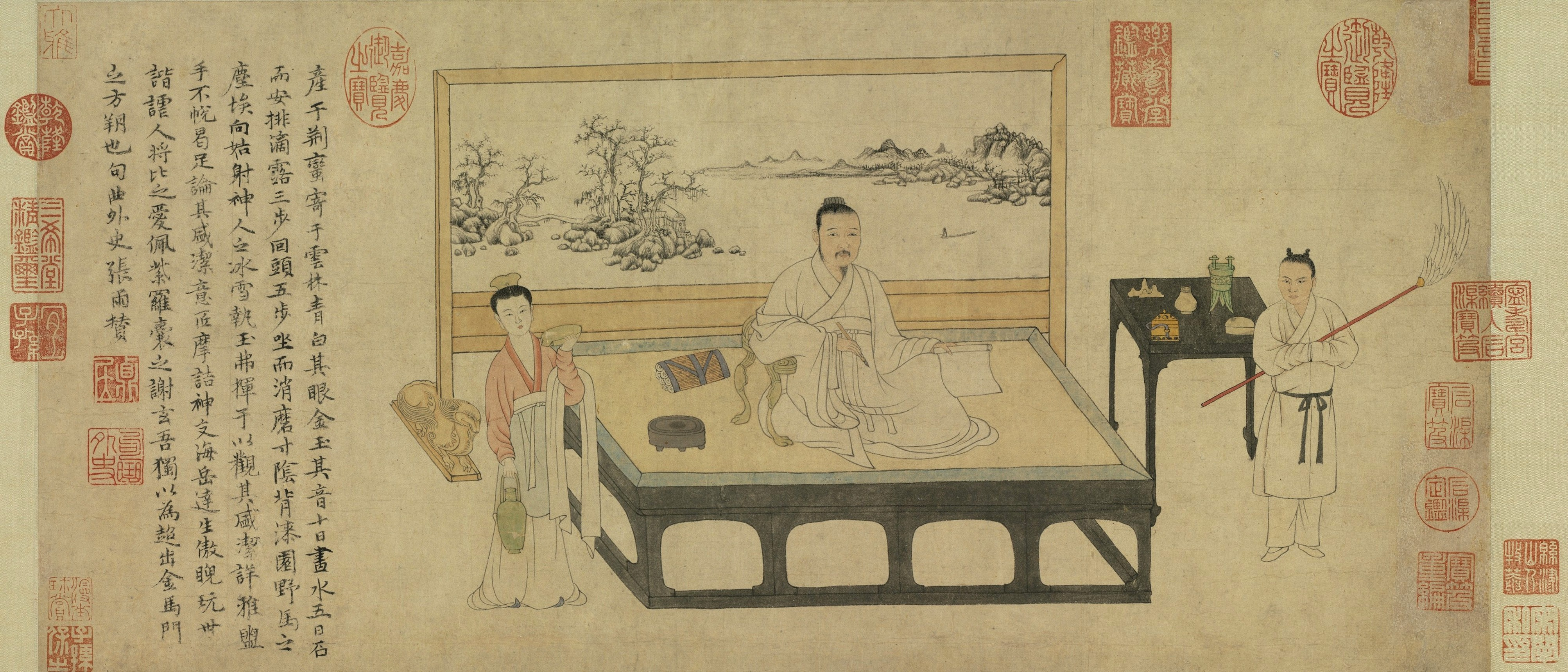
Portret van Ni Zan door Qiu Ying, met een kalligrafie van Wen Zhengming (1542)

In het midden van de 14e eeuw veroorzaakten een serie droogtes en overstromingen een grote hongersnood in de woonplaats van Ni. Dit gaf aanleiding tot struikroverij en boerenopstanden. De regering legde hoge belastingen op aan vermogende landeigenaars. In reactie hierop verdeelde Ni zijn bezittingen onder zijn vrienden en ging hij als taoïstische kluizenaar op een woonboot leven. Aan de vooravond van de opstand van de Rode Hoofdbanden (1351–1368) verliet hij zijn woonplaats en begon een reis door het relatief rustige zuidoosten van China. In deze periode ontwikkelde hij zijn eigen schilderstijl.
Van 1356 tot 1366 woonde Ni en zijn familie ten zuidwesten van Suzhou. Ze woonden zeer eenvoudig in wat Ni hun "slakkenhut" noemde. In 1363 stierf Ni's vrouw. Drie jaar later, tijdens de ineenstorting van de Yuan-dynastie, reisde Ni door het zuiden van China. Hij bracht zijn tijd door met schilderen en maakte naam onder kunstliefhebbers. Op deze manier kon hij zijn reizende manier van leven bekostigen. Na de machtsovername van de Ming-dynastie keerde Ni in 1371 terug in zijn woonplaats in Wuxi.

## Werk

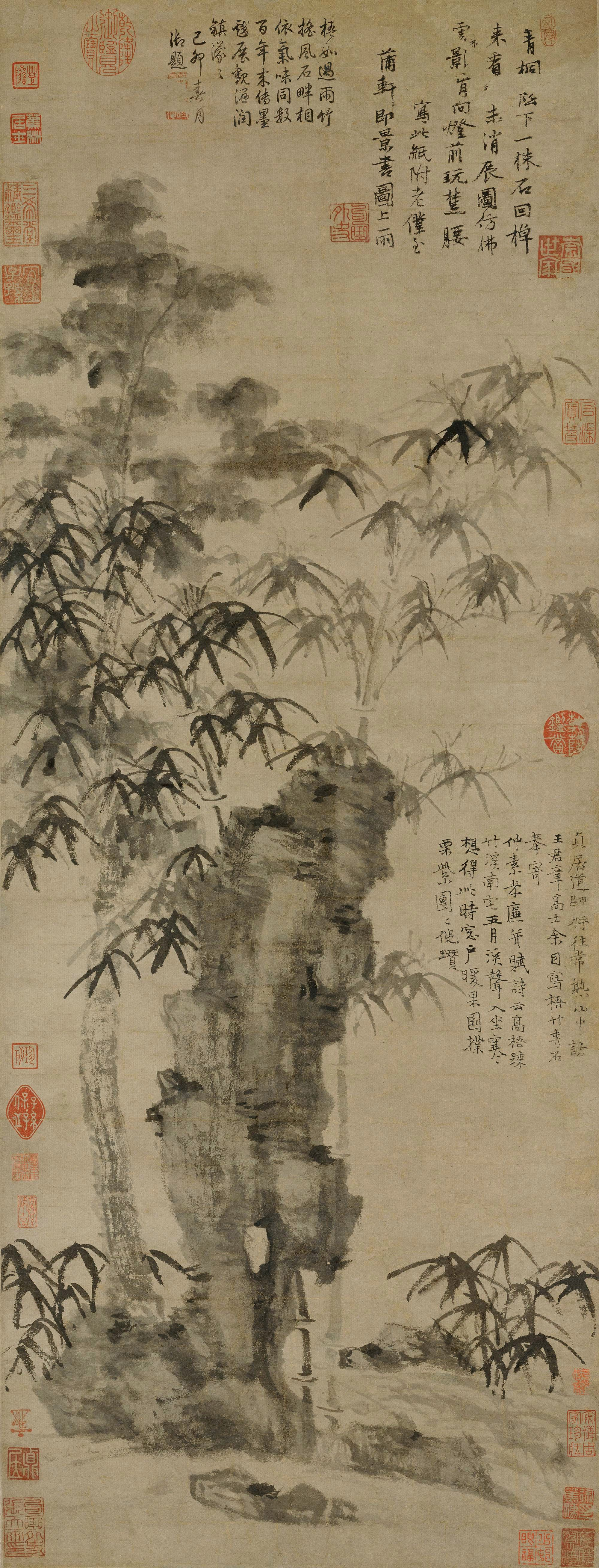
Hout, bamboe en elegante rots (jaren 1360-'70)

Ni Zan stond bekend als een rustig persoon die bijzonder kieskeurig was op artistiek vlak. Zijn beruchte obsessie met soberheid en zuiverheid wordt weerspiegeld in zijn ingetogen, bijna abstracte bamboeschilderingen en shan shui-landschappen in gewassen inkt. Ni negeerde de normen van de academische stijl die in de Zuidelijke Song gemeengoed was. In plaats van natuurgetrouwe afbeeldingen in kunstige penseelvoering maakte Ni aanzienlijk minder toegankelijke afbeeldingen. De subtiele schoonheid van de complexe vormen komen pas tot hun recht als het werk aandachtig wordt bekeken. Volgens eigen zeggen gebruikte Ni zijn kunst vooral als een manier om zichzelf te uiten:

Ik gebruik bamboeschilderingen om de opwinding in mijn borst weer te geven, dat is alles. Waarom zou ik me zorgen maken of ze lijken of niet?
— Ni Zan, 1364

Aanvankelijk borduurde Ni voort op de stijlen van andere meesters. Genieten van de wildernis in een herfstbos (1339) en Water en Bamboewoning (1343) waren bijvoorbeeld duidelijk beïnvloed door de werken van Dong Yuan (ca. 934–ca. 962) en Zhao Mengfu (1254–1322). In de lente van 1345 schilderde Ni zijn Zes edellieden, het eerste werk in de grimmige, minimalistische stijl waar hij om bekend staat. Het werk toont zes bomen aan de rand van een brede rivier, wat mogelijk een metafoor is voor de zelfverkozen afzondering van rechtschapen literati tijdens de Mongoolse bezetting van China.
Zes edellieden betekende een omwenteling in de stijl van Ni Zan. Al zijn latere shan shui-landschappen volgden een vergelijkbaar patroon: een ingetogen, bijna abstract tafereel in spaarzame gewassen inkt, met twee ver van elkaar gelegen rivieroevers, bomen die op de voorgrond scherp afsteken tegen de grote watermassa, en geen menselijke figuren. Grote delen van het doek werden niet beschilderd en de landschappen ademen een sombere stilte. Vaak is er een kleine hut te zien, maar buiten enkele bomen en schaarse vegetatie ontbreekt er elk teken van leven.
De landschappen die Ni tijdens zijn verblijf ten zuidwesten van Suzhou ademen een spontane, ontspannen sfeer. Hij trachtte zijn emoties schetsmatig weer te geven, zoals wordt geïllustreerd door zijn Wind door de bomen aan de rivieroever. Ni voltooide dit werk in 1363, het jaar dat zijn vrouw stierf. Het vertoont veel overeenkomsten met Zes edellieden, maar is nog abstracter en drukt een groter gevoel van isolement uit. Op 71-jarige leeftijd schilderde Ni zijn Rongxi-studio, een van zijn bekendste werken. De titel verwijst naar de woonplaats van Zhong Ren, de arts van Ni's vriend Bo Xuan. De penseelvoering is verfijnder en zorgvuldiger dan bij Ni's eerdere werken.

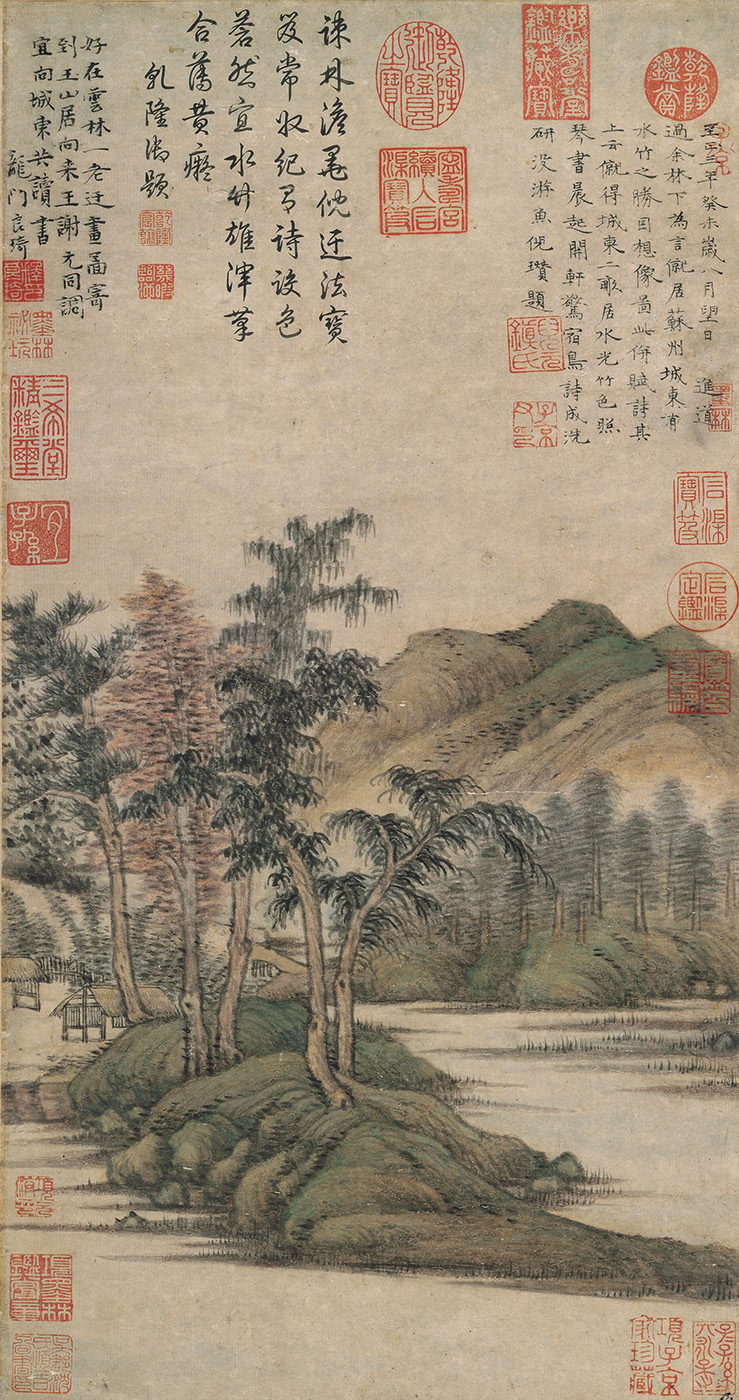
Water en bamboewoning (1343)[e]
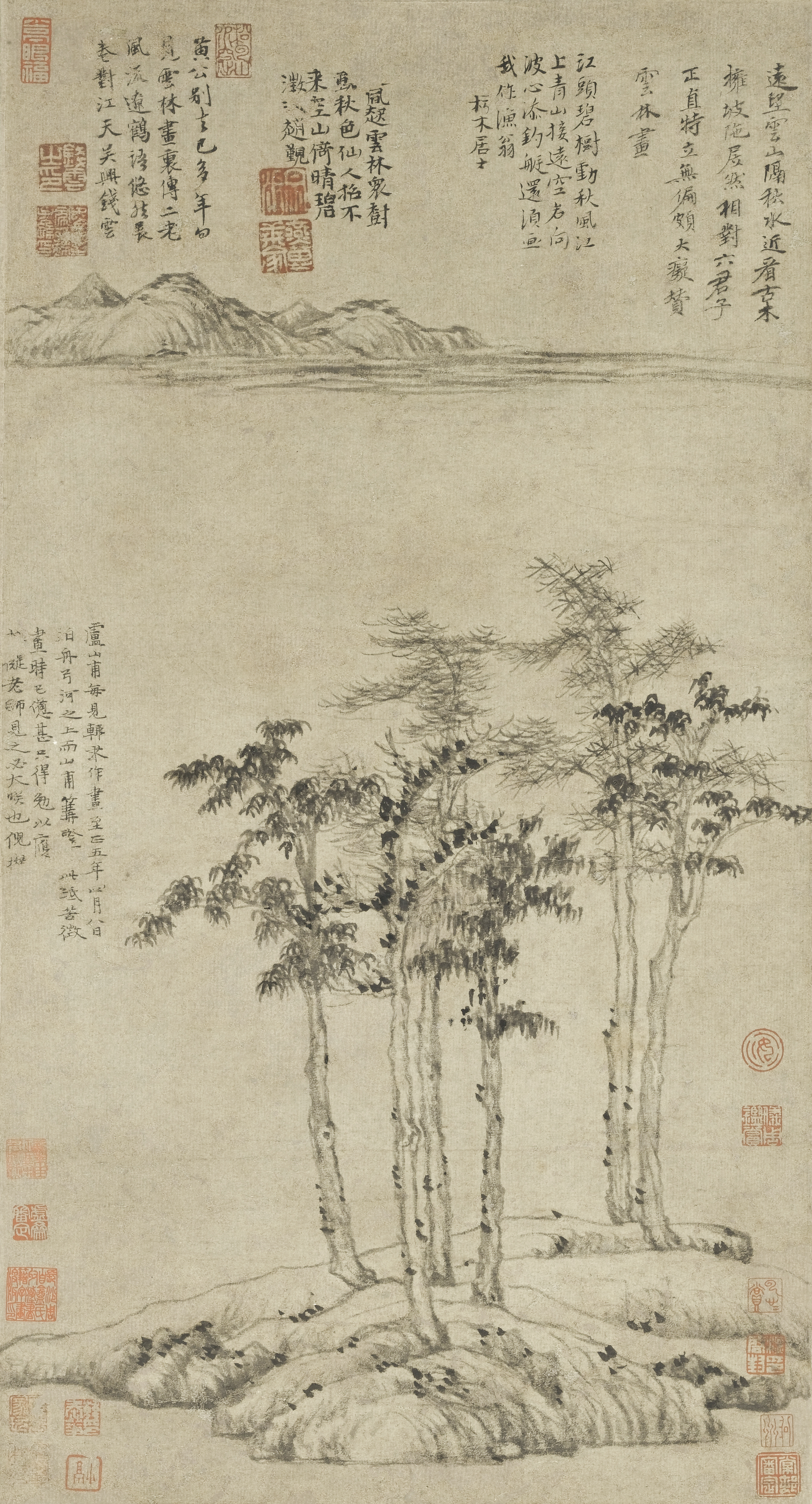
Zes edellieden (1345)[a]
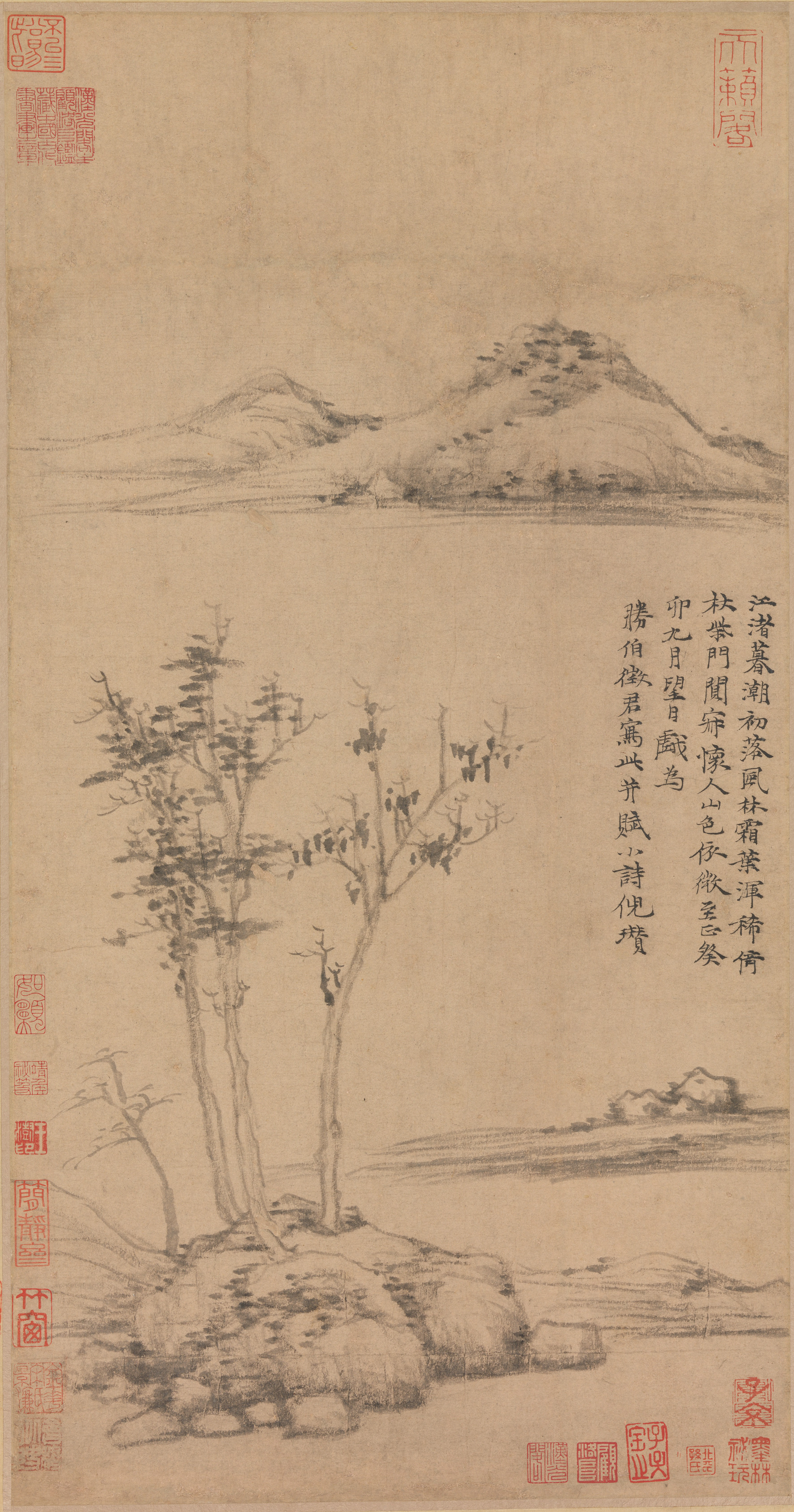
Wind door de bomen aan de rivieroever (1363)[f]
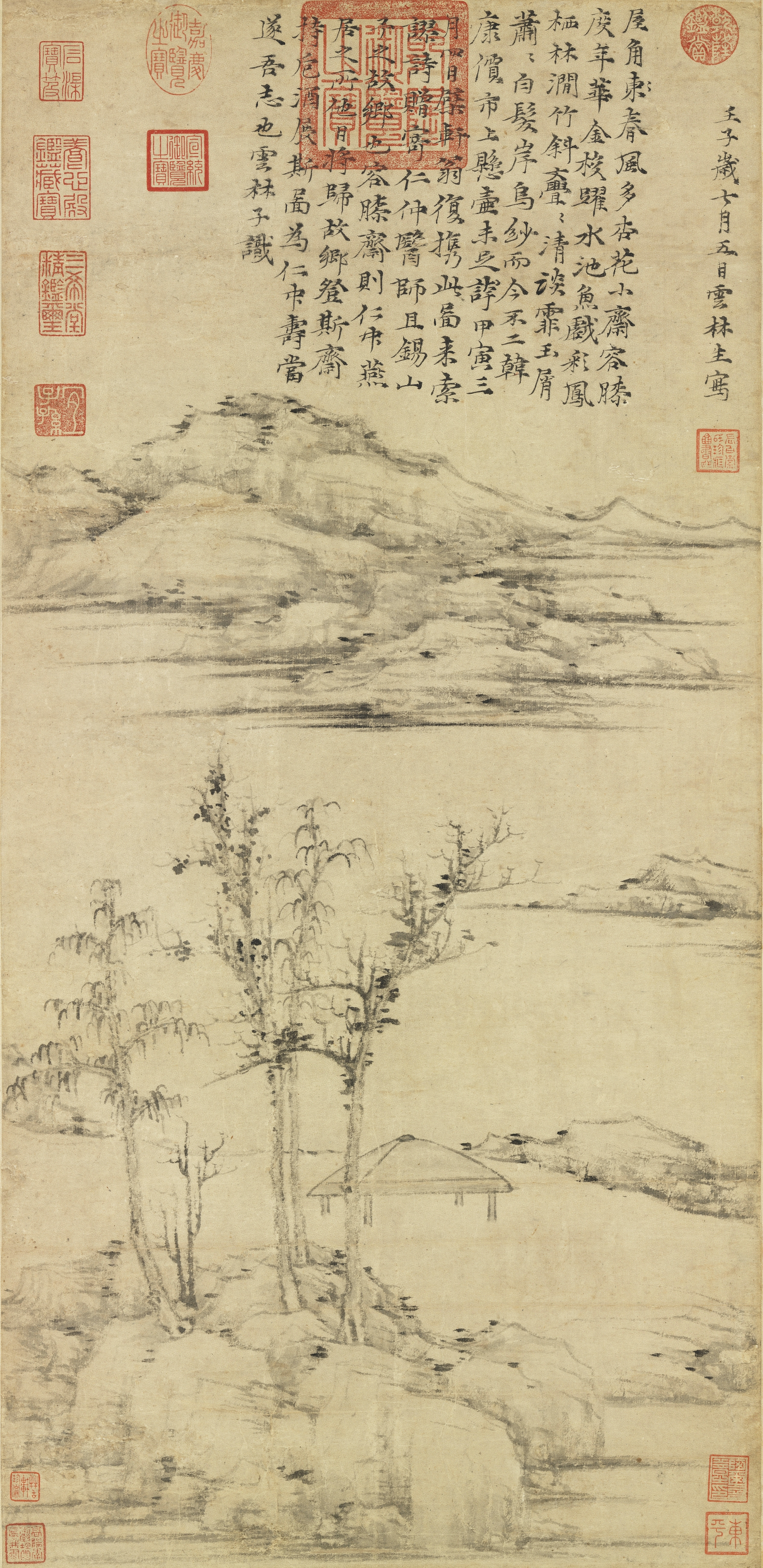
Rongxi-studio (1372)[g]

## Invloed
Ni Zans spaarzame landschappen hadden een belangrijke rol in de ontwikkeling van de Zuidelijke School van belangeloze literati. Zijn innovatieve penseeltechnieken werden door veel latere meesters gekopieerd en doorontwikkeld, waarbij traditionele esthetische normen een ondergeschikte rol kregen. Latere kunstenaars imiteerden en bouwden voort op Ni's ingetogen stijl en geometrische abstractie. Tot deze groep behoorden belangrijke kunstschilders als Hong Ren (1610–1664), Bada Shanren (1626–1705), Shitao (1642–1707), Shao Mi (ca. 1592–1642), Zha Shibiao (1615–1698) en Huang Shen (1687–1772).
- Bibliothèque nationale de France: cb16592645t (data)
- CiNii: DA09800786
- Gemeinsame Normdatei: 118786059
- International Standard Name Identifier: 0000 0000 8131 7093
- KulturNav: e1cf7b33-3f58-4b3b-9e59-a8c2a9cea524
- Library of Congress Control Number: n85130847
- Bibliotheek van het Japanse parlement: 00531565
- Nationale bibliotheek van Australië: 36636640
- Nationale Bibliotheek van Israël: 987010649488505171
- Nederlandse Thesaurus van Auteursnamen: 141350253
- Système universitaire de documentation: 14423002X
- Trove: 1350997
- Union List of Artist Names: 500323266
- Virtual International Authority File: 52485618
- WorldCat: E39PBJxrTXvfRJ8MGm74wq7PwC